# Casa lui Mihalache Cațica
Casa lui Mihalache Cațica este un monument istoric de însemnătate națională din orașul Chișinău. A fost construită la începutul secolului al XIX-lea. Fațadele sunt soluționate în stil clasic. Casa a aparținut vistierului grec Mihalache Cațica și în ea a activat Loja francmasonică „Ovidiu-25”.

## Descriere
Este o casă din piatră, ridicată pe un demisol, cu planul dreptunghiular, cu o galerie din stâlpi de-a lungul fațadei posterioare, în care este amenajată intrarea principală. Planimetria casei a suferit modificări, dar se observă principiul tripartit al schemei inițiale. Sub casă se află un beci spațios. Fațada principală este orientată spre scuarul de la confluența străzilor Bogdan Petriceicu Hașdeu și Petru Rareș, având din cauza căderii reliefului un aspect de casă cu două etaje. Intrarea în demisol se făcea dinspre scuar.
În 1987 au avut loc lucrări de renovare. Către 2015, casa era sediul editurii „Litera”.
În scuarul de lângă clădire este amplasat bustul lui Mihail Orlov, decembrist⁠(d) rus, unul din cei mai activi membri ai lojei masonice „Ovidiu-25”.

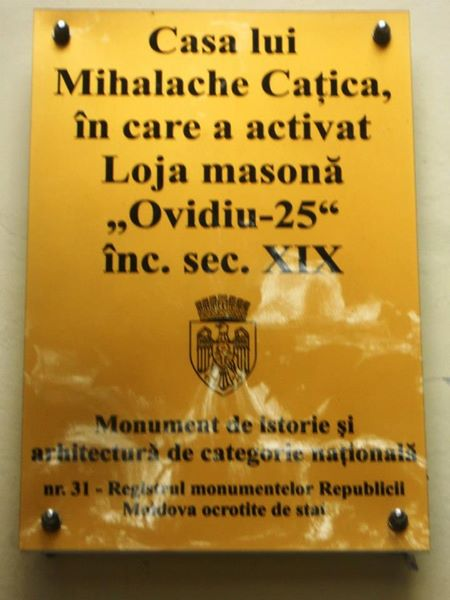
Placă informativă
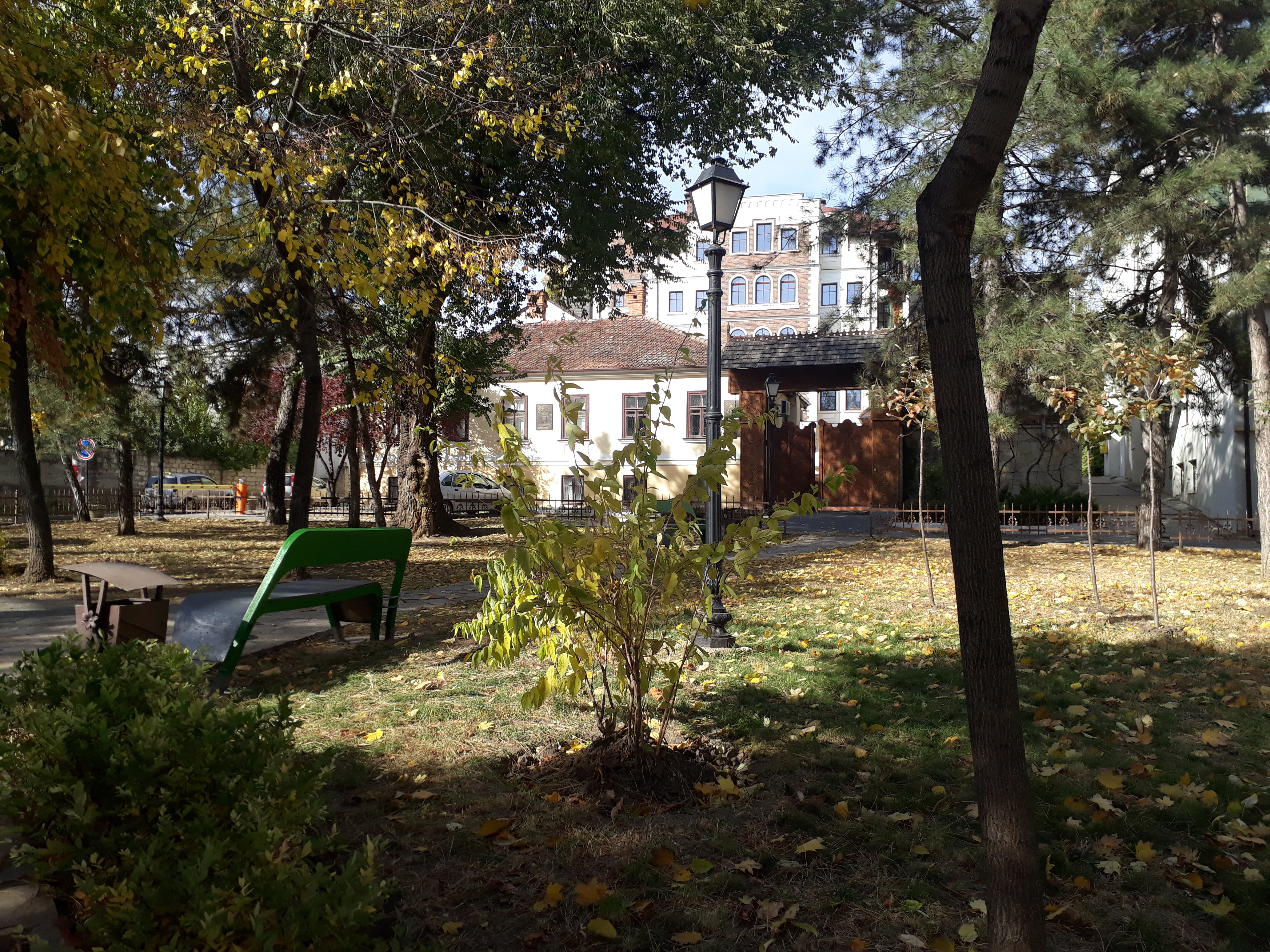
Vedere dinspre scuar (str. Petru Rareș)
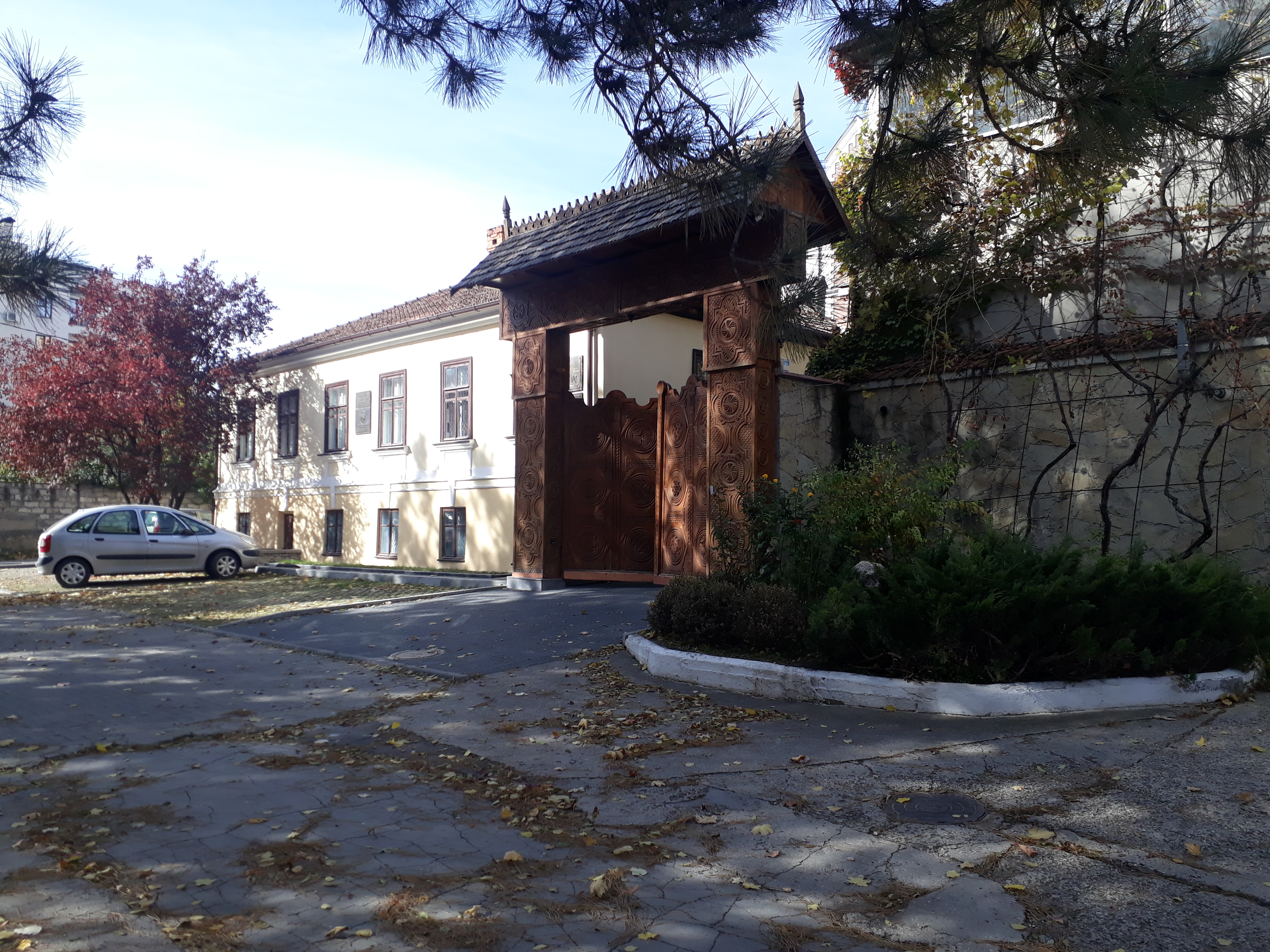
Vedere dinspre est, cu poarta monumentală
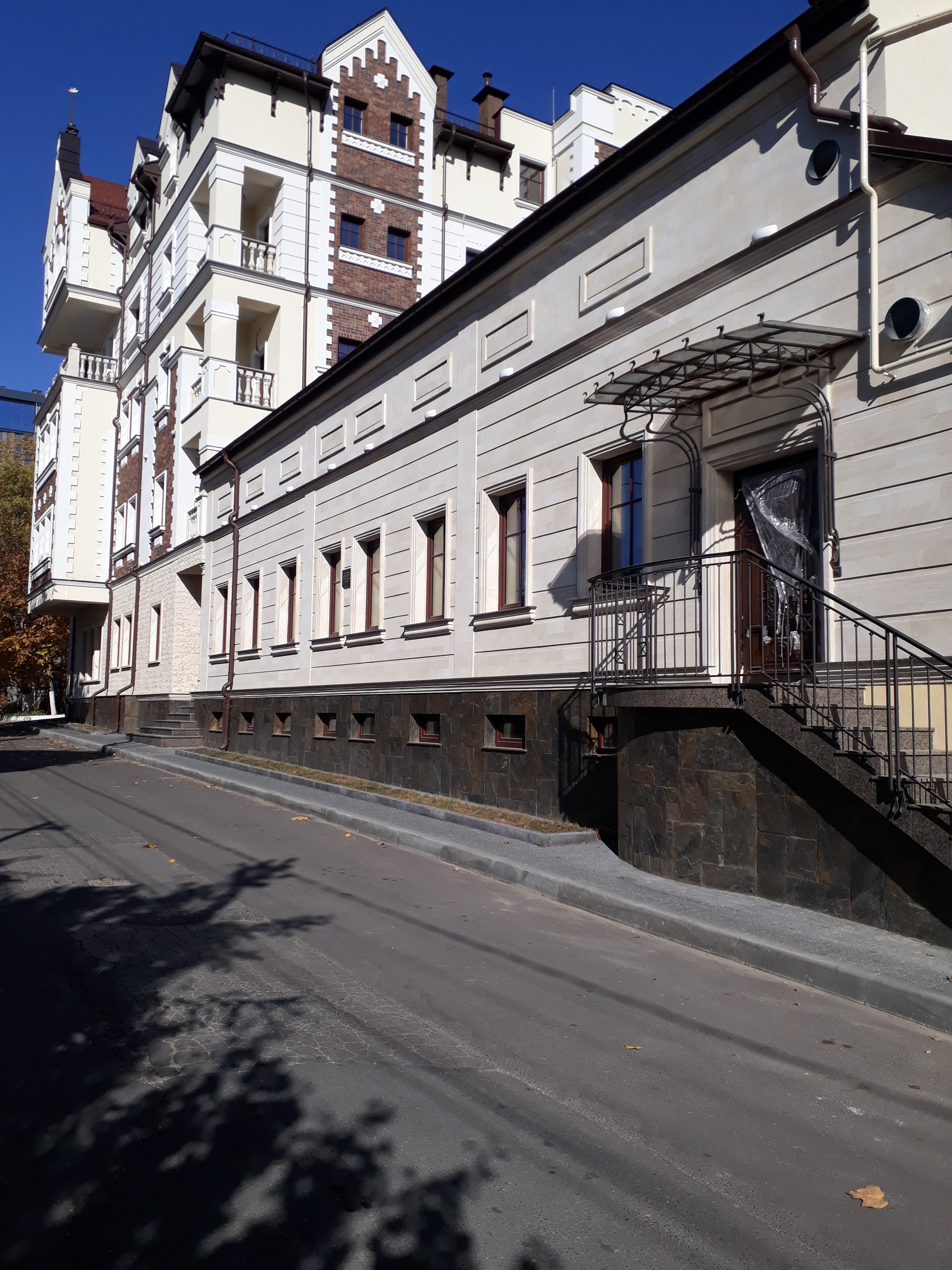
Denaturări recente ale aspectului peretelui de pe str. B. P. Hașdeu